# ام‌تی نیو دایموند
ام‌تی نیو دایموند (به انگلیسی: MT New Diamond)، که با نام نیو دایموند (به انگلیسی: The New Diamond) نیز شناخته می‌شود، یک کشتی نفتکش به طول ۳۳۰ متر است که در پاناما ثبت شده است. این کشتی در ۳ سپتامبر ۲۰۲۰ در سواحل شرقی سریلانکا دچار آتش‌سوزی شد.

## آتش‌سوزی
در ۳ سپتامبر ۲۰۲۰، این کشتی از بندر الاحمدی در کویت به طرف بندر پارادیپ در هند در حرکت بود که در حدود ۲۰ مایل دریایی دورتر از ساحل شرقی سریلانکا آتش گرفت. بنا بر اظهار اداره حفاظت دریایی سریلانکا، این تانکر حامل ۲۷۰ هزار تن نفت بوده است.

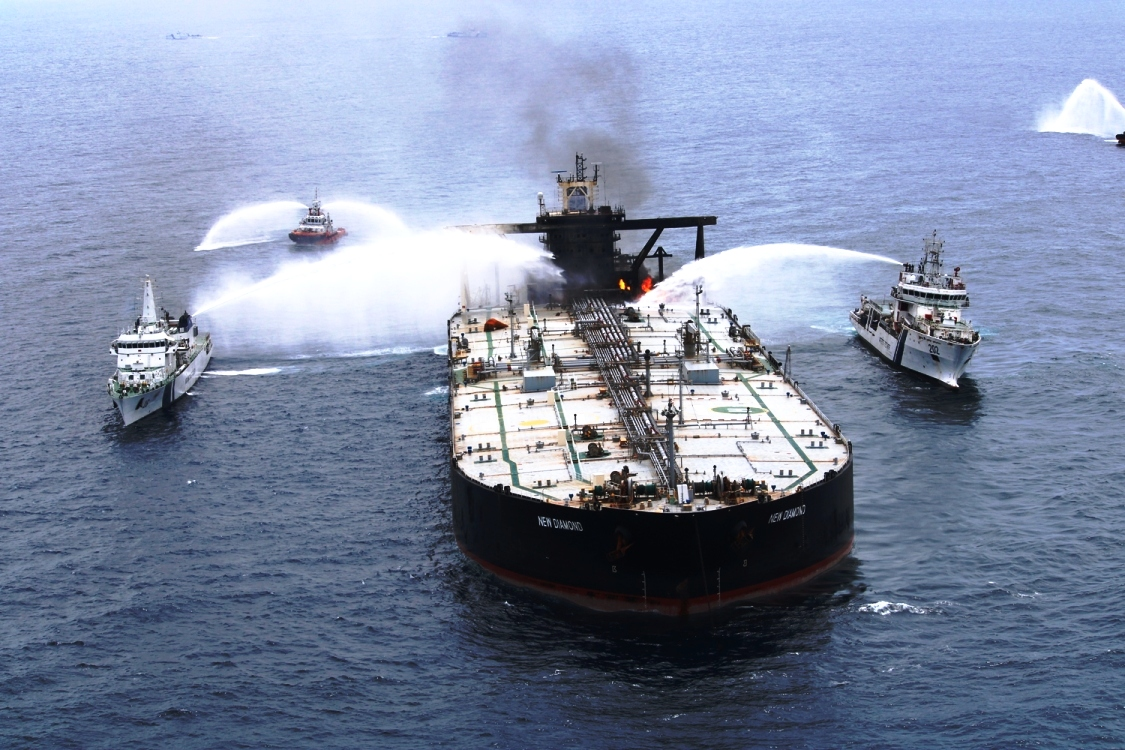
عملیات خاموش‌سازی آتش‌سوزی کشتی ام‌تی نیو دایموند - ۲۰۲۰